# 海の牙城
『海の牙城』（うみのがじょう）は横山信義作の架空戦記、全5巻。『遠き曙光』（全4巻）の続編である。

## 各巻題名
1. マーシャル航空戦（ISBN 4125009252）
2. サイパン沖海戦（ISBN 4125009309）
3. 本土強襲（ISBN 4125009406）
4. 帝都攻防（ISBN 4125009430）
5. 真珠湾の凱歌（ISBN 412500952X）

## あらすじ
蘭印資源地帯を巡る攻防で日本軍は米太平洋艦隊を撃破した。両軍は戦力の拡充を図り戦線は膠着化する。
1943年11月、戦力の拡充を果たした米軍は反攻を開始。戦艦を主力にした米軍に対し、航空主兵主義へ全面的に転換した日本軍はマーシャル・サイパンで出血を強いつつも、戦場は日本本土に近づく。
この苦境を打開する為に日本軍は起死回生の策に出るが、同時に米軍も新たな作戦を実行に移す……。

## 世界設定
前作、『遠き曙光』と合わせて記述する。史実とは似ているが異なる経過を辿った第二次世界大戦、その一局面である太平洋の戦いを描いた作品である。作中では戦闘シーンと作戦会議のシーンが主体であるが、意図的に政治的な駆け引きに関する描写が控えられたことによるものである。横山は以前別の作品の後書きで、読者から寄せられた主な意見とそれに対する姿勢の表明を行なっており、活躍する艦船の選択基準を示している。こうした進取の姿勢から、本作の演出（詳述すべき場面の選択）にも何らかの影響があったと考えられる。また横山は本シリーズを出版する約10年前、似た点があるプロットで『修羅の波濤』（続編として『修羅の戦野』）を書いた。しかし、本シリーズの考証は初期の作品群に比較してその過程が遥かに練り上げられている、ないしリアリティを高められていると言える。
また、改変や事の成り行きによって史実より有利になった点があってもそれをもって万事解決とせず、各種の効果の大きさは他の作家や一部評論家が評論で行なう仮定の話よりむしろ厳しくなっている。この点も命中率を異常に高く設定していた『八八艦隊物語』などに比較して横山の姿勢が大きく変化した点である。
なお、参考文献に戦史叢書があげられている事から分かるように、史実で検討されたり実施された兵力配置、作戦、兵器、戦術等を攻守、勝敗を逆転させたものが多数登場する。その多くは日本側から見て史実では無念な結果に終わった物が多く採り上げられており、著者のことばでもそうした事へ配慮した旨の記述が見られる。細かい兵器の凡ミスを除けば髙荷義之の描く表紙との連携も他の架空戦記より強化され、一般の架空戦記の表紙が作品世界のイメージ映像のようになっているものが多いのに対し、一段進んで作中の一場面のようになっている。

### 政略・戦略
政略レベルでは、まずオーストラリアおよびニュージーランドが英連邦離脱と日米との中立条約の締結を行った。この結果としてヨーロッパ戦線では兵力の供給源を失ったイギリス側に対して不利な情勢となっており、その結果として連合国側がアメリカから日本へと先に戦争を仕掛けさせた。この結果連合国はかえって乱れ、連合国寄りとはいえ中立を維持する国も現れた。独伊は自動参戦条項により何の問題も無く対米戦に突入し、連合国側は外交で大きな瑕疵を生んだ。また、この事により戦略レベルでは、史実では日本の防守するべき正面はインド洋やソロモン諸島まで広がってしまった。しかしながら、本作品ではオーストラリアが中立を宣言しているため米豪遮断作戦を実施する必要は皆無であり、その結果としてソロモン諸島での消耗戦は生起しえず、主な戦線がマーシャル諸島～マリアナ諸島の間でコンパクトに纏まっている（そのためか『遠き曙光』と『海の牙城』の間の太平洋が小康状態であった時期も、インド洋での戦いがあった等とは、今のところ書かれていない）。
史実では日本の戦争指導方針は長期戦と短期決戦の間で揺れ動き、緒戦では様々な面で長期戦体制への切替えが十分ではなかった。しかし、本作では大国であるアメリカから先に戦争を仕掛けられ、開戦当日のみならずその後も大きな損害を受け続けて守勢に回った事によって、最初から短期決戦での勝利が不可能となる。陸海の高級軍人の意識改革はこうした一種の恐怖感の元でスムーズになされた。そして長期戦を前提とした各種の施策（兵器の量産施策や搭乗員の有効利用策等）に力を入れることになる。
開戦初日の敗北はその象徴としても登場する。結果として日本側の作戦指導に好ましい結果をもたらしている姿が作品中では描かれている。
史実では無意味とまで評価された同盟国の有効活用も行なっている（本作では上記のようにアメリカから宣戦布告されたところに独伊と言う仲間が参戦してくれた経緯になっているのでその点だけを見れば無意味な同盟ではないが）。つまり、外交や戦略面での条件の変化と相まってヒトラーの判断を適切な物に変更しドイツを対ソ戦で勝たせる事により、枢軸側に大幅に有利な戦況を作り出した。第二次世界大戦では欧州が最も比重の大きな戦場であり、この改変は後に大きく影響する。修羅シリーズでは欧州戦の改変が十分なレベルではなかったが、本作ではより徹底している。

### 日欧連絡
また、やや影響の小さな出来事であるが、日欧連絡もより楽になったと考えられる。本作で独伊が欧州戦を有利に進めた背景には日本が史実以上に抗戦し、開戦初期に英米の空母を始めとする艦船喪失が増加した影響も存在する。こうした経緯から、独伊側の態度が軟化し、彼等にとっても史実以上に信用に値する同盟国となる事を意味すると考えられる。なお、史実では米正規空母も大戦中期までは大西洋においても重要な存在であり、1隻が持つ価値は非常に大であった。また、上述の国際情勢の変化により連絡飛行のルート選択や途中での撃墜の可能性が大幅に低下する他、西部戦線に大量の航空兵力が移動すれば潜水艦の墓場であったビスケー湾の哨戒密度に影響すると考えられる。こうした影響からか、ドイツ技術の導入が円滑に行かなければ不可能な描写も登場する。

## 兵器
本作には史実兵器の改良・改装の他、名称以外は全くの別物や完全な新規装備と見られるものが存在する。
初期のシリーズから頻出する設定として、日本が航空主兵に転換した際に、艦隊防空力も併せて強化することが挙げられる。具体策としては搭載力の低い空母を直衛専任とし、巡洋艦を防空艦化する手法が用いられる。前者は史実でも意図されたものである。ただし『修羅の波濤』では緒戦でミッドウェイ海戦並の損害を受けているにもかかわらず、史実で真っ先に検討された巡洋艦の空母化改装は実施されず防空巡洋艦化が行なわれており、空母改装予定艦も現場の要望で残されてしまった。従って史実では最も重視された、航空機のプラットフォーム確保と言う点では十分に注力されていない。一方本シリーズでは正規空母は健在であり、下記に示すように戦争中に3隻の正規空母（および2隻の改装大型空母）が追加され、機動部隊では攻撃任務の主役とされている。これらの正規空母群が存在した為に、穂高型が量産性を高める為雷撃機の搭載を諦める設定も不自然さを感じなくなっている。また、空母の損失が軽微な為、史実と対照すれば海軍中央には航空機の恐怖心だけが焼きつくと考えられ、戦艦より脆弱な空母が簡単に沈められないように、巡洋艦の防空艦化したとも考えられる。そうでなくても史実の日本海軍が本来は攻・防でバランスの取れた機動部隊編制を目指していたことを考えれば、より自然な選択となっている。従って修羅シリーズと比較してより適切なギミックを与えられていると言える。
なお、史実では高角砲の評価は開戦後実戦を重ねる事により低下し続けたため、防空力の強化には機銃を主体としたという事情がある。このため、本作のように開戦劈頭に施策が変更を強いられれば、高角砲生産に史実以上に注力することは自然と解釈できる。また、兵器の生産準備には書面での決定から時間が必要だが、本作ではリーディングタイムを史実より長く取れ、新型砲の開発開始ないし重点化を早めると言った意味でも無理が少ない。

### 日本軍

#### 艦船
三笠
昭和17年3月末より海底に固定されたまま軍籍に復帰し、連合艦隊旗艦の任についた。三笠が選ばれた理由としては豊田副武GF長官の意向と海軍の伝統を考慮した結果。
通信設備などを増設し指揮中枢として十分な能力を持っていたが、昭和19年12月の横須賀砲撃時に失われた。
大和型戦艦
大和は柱島空襲時の損傷と戦訓を元に全副砲を撤去し、高角砲・機銃を増備して昭和17年半ばに竣工した（しかし表紙絵では副砲が残っている）。空母護衛の一翼を担うが、サイパン沖で機動部隊を襲撃する米水上部隊と会敵。最大のライバルたるモンタナと一騎討ちを行う等物語の進行に従い徐々に存在感が際立っていく。重大な損傷があっても武蔵で不用になったパーツを使用し資材が不足しがちな日本に属しながらも短期で修理を終えている。
同型艦として建造される予定であった武蔵・信濃は空母に改装され（下記の空母の項目で詳述）、また111号艦は史実同様建造中止されたと思われる。
武蔵型航空母艦
開戦時、艤装段階だった大和型戦艦2番艦武蔵の砲塔・上構等を撤去、空母に改装したもの。飛行甲板を装甲甲板ではなく通常の木甲板にする事により、2段格納庫となり、搭載機は常用114機を誇る。排水量が60,500トンに減少したため最高速力30ノットを発揮。その広大な飛行甲板は爆弾を2・3発被弾しても、被弾箇所が片側に寄っていれば発着艦は可能である。弱点は工期短縮のため、エレベーターが2基しか設置されていないことで、同型艦の信濃は3基設置している。
武蔵は開戦直後から2年弱の時を経た昭和18年秋に竣工しており、史実で戦艦の完全空母化に要する期間が（工員等の手配がついても）1年半以上と見積られた事を考証に取り込んでいる。信濃は昭和19年5月頃とかなり早くに完成している。搭載力は大きいが速力が劣ることや新鋭艦である為か、2隻揃ってからも所属は第7航空戦隊であった。なお、信濃艦長は史実通り阿部俊雄大佐とされているが、『遠き曙光』2巻におけるイギリス東洋艦隊との戦闘では朝霧が撃沈され、駆逐隊司令だった阿部も戦死する描写があった。
穂高型航空母艦
機動部隊の上空直衛と対潜警戒を任務とする（このコンセプトは『蒼海の尖兵』における雲龍型空母に類似）基準排水量1万3200トンの戦時急造空母。量産性を重視した直線的な艦影と傾斜煙突と一体化した艦橋を持つ。魚雷庫、魚雷調整室、補用機用の格納庫を持たず、搭載機は戦闘機40機、攻撃機6機。
同型艦は全て日本アルプスの山岳名から付けられたので「アルプス空母」の異名を持つ。穂高、乗鞍、剣（つるぎ）、白馬、常念の5隻が実戦に参加し、6番艦燕も建造中だったが、昭和19年12月の横須賀砲撃の時に破壊された。
改装航空母艦
史実との違いとして日進が空母に改装されている。
その他の航空母艦
史実と違い生き残る運命になった艦は、史実の航空母艦のように機銃など対空火力の充実を図っている。また大鳳は史実通りの竣工であるが、最終巻にて大鳳向きの任務が存在しているにもかかわらず、穂高型等に役目を譲っている。
古鷹型防空巡洋艦
旧式化した重巡を防空巡洋艦に改装したもの。新造艦と同種の装備（55口径12.7cm連装高角砲5基、65口径8cm単装高角砲8基、機銃多数）を持つ。
準同型艦である青葉型防空巡洋艦も同様の改装を施され、機動部隊の防空任務を務める。
阿賀野型防空巡洋艦
当初の水雷戦隊旗艦という任務を艦隊防空に変更し、水雷・航空兵装を廃止。主砲も新設計の55口径12.7cm連装高角砲4基へと変更し、さらに65口径8cm連装高角砲6基と機銃多数を装備する。同型艦4隻。酒匂の竣工時期が半年以上早く、佐世保での連続建造を止める、熔接やブロック化等の短縮措置を強化する等何らかの変更が行われたと考えられる。
大淀型防空巡洋艦
阿賀野型同様の経緯を辿って防空巡洋艦となり、航空兵装を廃止。元からの両舷の65口径10cm高角砲に加え、主砲を55口径12.7cm連装高角砲5基とし、帝国海軍最強の防空巡洋艦として就役している。2番艦仁淀も横須賀で建造されていたが、燕同様横須賀砲撃時に破壊された。阿賀野型とともに竣工時期に史実との大きな差が見られ、加えて仁淀は建造場所も異なっている事から、大きさの近い穂高型なども含め大幅な建艦計画の組換えがあった模様。
大井、北上
下記の島風と同様に、水雷兵力の充実方針の元戦前に重雷装艦への改装を受けていたが、水雷科員の大量養成に適していた事や他の艦の改装等が優先されたことから戦争中は専ら訓練・護衛任務等に従事し、2隻で第9戦隊を編成したままであった。
島風
編成表等に記載が見られないことから建造されていないと思われる。
秋月型駆逐艦
史実では手駒の少なさから汎用化が進んだが、本シリーズでは防空志向が強まり本来の建造コンセプトに回帰、雷装を全廃し建造されている。ただし、同時に夕雲型駆逐艦の建造が続行されており、機関が共通である夕雲型の建造を中止してでも建造隻数を増加させる等の処置は見られなかった。
松型駆逐艦
史実ではガダルカナルでの消耗に手を焼いて計画された艦であるが、本作でも柱島ショックによる意識改革（もしくは対米戦が長期戦必至となったという情勢認識の変化）の影響によるものか多数が建造され、北方警備を担う第5艦隊にも多数が配属されている。
潜高小型潜水艦、中型潜水艦
本シリーズでは運用目的を哨戒任務に主を置いている。松型と同様対米戦が長期戦必至となった影響によるものか多数が量産され、史実より大幅に建造が前倒しになっている。
樫野
直接の描写は無いが開戦初期に重要な役割を果たす。沈没時期等は改変されていない。

#### 航空機
艦上戦闘機烈風一一型
天山と同様の発動機（火星25型、1850馬力）・エンジンカウリング・プロペラを装備し、また機体は零戦の線図を流用することで整備性の向上と早期の開発を実現した新型艦戦。
20mm機銃4門の火力と12.7mm機銃に対する防弾装備（但し、多数被弾した場合は貫通の恐れあり）、全速降下に耐えられる機体構造などF6Fと互角に戦える機体であるが、F4Uには苦戦を強いられる。
烈風一二型
発動機をより高出力な水星一一型（史実のハ43）に換装した烈風。
速度（618km→678km）、上昇力（5分58秒/6000M）の向上によってF4Uと互角以上に戦える機体になった。
ただし、航続距離が短くなったため、初陣になった昭和19年12月の真珠湾攻撃時には「剣」「乗鞍」に搭載されて機動部隊の直衛にあたった。
艦上攻撃機天山
当初計画の三座から複座への変更で防弾装備の充実、後部座席の13mm機銃搭載にも拘らず、最高速度の向上を達成した。
同様の変更を行った機体として艦上偵察機彩雲があげられる（但し彩雲は非武装）。
艦上爆撃機彗星
信頼性向上のため発動機を水冷から空冷に換装した機体。同様の機体に陸軍戦闘機飛燕がある。
天山と同様、後部座席の機銃を13mmとし迎撃力の向上を行う。
試作噴進式戦闘機炎竜
遣独潜水艦の持ち帰ったハインケルHe280を国産化したもの。元の機体と比べて自動空戦フラップの装備などの点が改良されている。4巻の帝都攻防では米戦闘機を圧倒。武装は20mm機銃3門。最高速度は785km/h。

### アメリカ軍

#### 艦船
モンタナ級戦艦
柱島奇襲で発見された未知の新鋭戦艦（大和級戦艦）に対抗するため竣工が大幅に繰り上げられ、1番艦「モンタナ」が1943年12月のマーシャル諸島侵攻から、2番艦「オハイオ」が1944年12月の日本本土攻撃から参戦した。日本本土攻撃時は東京･横須賀への艦砲射撃を行ったが、その帰途「オハイオ」が潜水艦の雷撃によって大破、「モンタナ」が航空部隊の攻撃によって沈没という結果になった。「モンタナ」沈没によって航空機が戦艦に勝てる事を証明する結果になった。